# Макула Ганеши
Макула Ганеши (лат. Ganesa Macula) — макула (тёмное пятно) на поверхности самого крупного спутника Сатурна — Титана. Диаметр — 180 км, координаты центра — 49°42′ с. ш. 87°18′ з. д. / 49,7° с. ш. 87,3° з. д. Названа в честь Ганеши, индуистского бога мудрости и благополучия. Это название было утверждено Международным астрономическим союзом в 2006 году.
Макула Ганеши была заснята радаром космического аппарата «Кассини» 26 октября 2004 (кроме северного края) и 13 января 2007 — во время пролётов около Титана, обозначенных Ta и T23 соответственно. Съёмка с двух разных направлений позволила за счёт стереоэффекта получить трёхмерное изображение (карту высот). Кроме того, ещё до этого была построена карта высот методом SARTopo (без привлечения стереоэффекта).

## Описание
Макула Ганеши — это округлая область диаметром 180 км, выделяющаяся на радарных снимках относительно однородным тёмным цветом и окружённая (кроме северной части) ярким ободком. В её центре находится 20-километровое яркое пятно. Он него расходятся узкие глубокие извилистые ветвящиеся каналы (русла) — один на запад, несколько на восток, северо-восток и юго-восток.
Макула Ганеши — очень пересечённая и эродированная местность. В целом высота поверхности там повышается с запада на восток, но на восточном краю есть впадина. Через неё проходят русла, которые идут от центра макулы на восток. Далее они, извиваясь и разветвляясь, тянутся к большой радарно-яркой области, расположенной примерно за 200 км от края макулы, и впадают в неё, образуя дельты. Эта область известна как поток Лейлы. По-видимому, яркие отложения в ней представляют собой речные наносы.

## Интерпретация
Первоначально макулу Ганеши идентифицировали как криовулкан (вулкан, извергающий водно-аммиачную смесь). Эта гипотеза основывалась на том, что на радарных снимках она напоминает плоские круглые вулканические купола Венеры (англ. pancake domes, лат. farra). Есть основания предполагать, что на Титане криовулканы не могут давать взрывных извержений и, как следствие, должны выглядеть похоже. Кроме того, края этой макулы, ближайшие к радару, выглядят яркими, что характерно для возвышенностей. Яркое пятно в центре, от которого расходятся русла, было проинтерпретировано как кальдера. Но карта высот показала, что макула Ганеши не возвышается над окружающей местностью (и вообще не выделяется на этой карте чем-либо). Видимых признаков криовулканизма там нет. По современным данным, макула Ганеши выделяется на местности лишь отражательной способностью, но не рельефом.